# Natalja Jewgenjewna Baschanowa

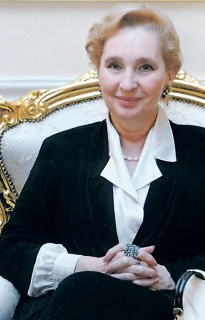
Natalja Jewgenjewna Baschanowa

Natalja Jewgenjewna Baschanowa, geboren Natalja Jewgenjewna Korsakowa, (russisch Наталья Евгеньевна Бажанова, урожд. Наталья Евгеньевна Корсакова; * 4. Januar 1947 in Moskau; † 7. Juni 2014 in der Oblast Moskau) war eine sowjetische bzw. russische Ökonomin und Historikerin.

## Leben
Baschanowa, Tochter des Kapitäns Jewgeni Pawlowitsch Korsakow (1917–1990) und der Therapeutin Nína Antonowna Korsakowa (1921–2005), besuchte 1954–1964 die Mittelschule in Baku und Moskau (Abschluss mit Goldmedaille) und studierte dann am Staatlichen Moskauer Institut für Internationale Beziehungen (MGIMO) in der Fakultät für Internationale Wirtschaftsbeziehungen mit Spezialisierung auf die Länder Ostasiens mit Abschluss 1969 mit Auszeichnung. Sie heiratete ihren Kommilitonen Jewgeni Baschanow (* 1946).
Nach dem Studienabschluss war Baschanowa wissenschaftliche Mitarbeiterin und Aspirantin im Moskauer Institut für Orientbeziehungen der Akademie der Wissenschaften der UdSSR (AN-SSSR, seit 1991 Russische Akademie der Wissenschaften (RAN)). Im Januar 1974 verteidigte sie dort ihre Dissertation über die Rolle der sowjetisch-koreanischen wirtschaftlichen Zusammenarbeit in der Entwicklung der Volkswirtschaft der Demokratischen Volksrepublik Korea (1954–1970) mit Erfolg für die Promotion zur Kandidatin der ökonomischen Wissenschaften.
Ab 1973 war Baschanowa Presse-Attaché des sowjetischen Generalkonsulats in San Francisco. 1979 kehrte sie ins Institut für Orientstudien zurück, um 1981 Presse-Attaché der sowjetischen Botschaft in der Volksrepublik China in Peking zu werden. Sie wurde 1985 wissenschaftliche Hauptmitarbeiterin des Instituts für Orientstudien und 1993 Beraterin des Zentrums für die Asien-Pazifik-Region der Diplomatie-Akademie des Russischen Außenministeriums. In Pusan verteidigte sie 2003 ihre Doktor-Dissertation über das ökonomische System Nordkoreas mit Erfolg für die Promotion zur Doktorin der ökonomischen Wissenschaften.
Baschanowa sprach koreanisch, englisch, französisch und chinesisch. Ihre Arbeit wurde von dem Präsidenten Südkoreas Kim Dae-jung und dem Rektor des MGIMO sehr geschätzt.

## Werke (Auswahl)
- Russia and Korea. Seoul, «Seoul Sihnmun», 1992 (mit Jewgeni Baschanow)
- Soviet Foreign Policy under Gorbachev. Taipeh, «Zhongyang ribao», 1993
- The Approach of Foreign Countries Towards the Normalization of Russian-Japanese Relations. In: Beyond Cold War to Trilateral Cooperation in the Asia-Pacific Region, Cambridge (Massachusetts), «Harvard University Press», 1993
- Assessing the Conclusion and Outcome of the Korean War. Papers of the Conference «The Korean War: the Assessment of the Historical Record» (Washington, D.C., 1995, July 25, published by George Washington University)
- Russia’s Changing Foreign Policy. Köln: Bundesinstitut für ostwissenschaftliche und internationale Studien (BIOST), 1996
- Russia’s Policies Toward the Two Koreas. In: The Two Koreas and the United States. New York, USA; London, England, «M.E. Sharpe», 2000, S. 147–165
- The Russian Response: The Nuclear Crisis. In: Strategic Thinking about the Korean Nuclear Crisis. Palgrave Macmillan, New York, USA, 2007, S. 193—214